# Індійські шахи

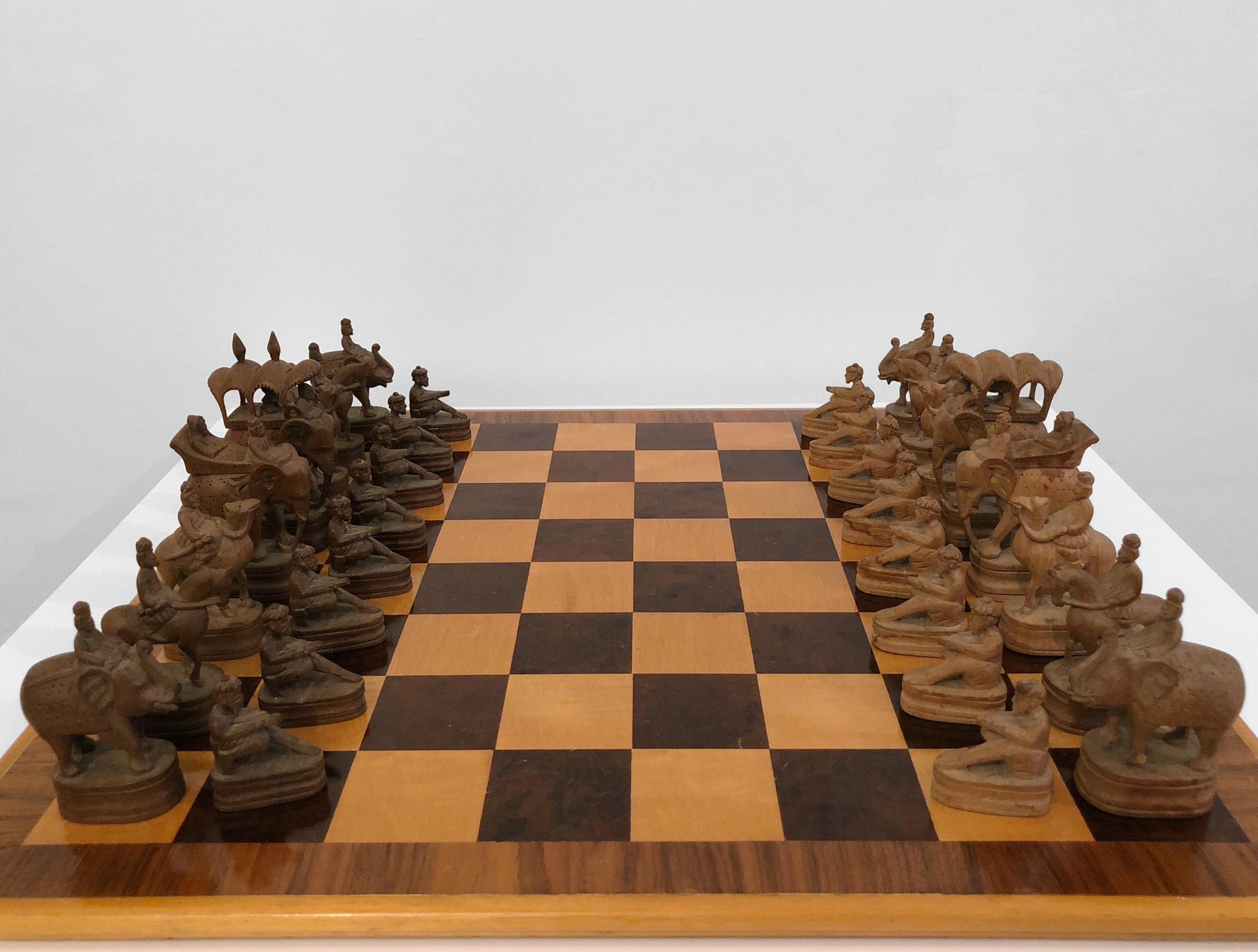
Старовинні індійські шахи із зображенням слонів, коней і верблюдів

Індійські шахи — це назва регіональних різновидів шахів, у які грали в Індії в 18-му та 19-му століттях. Вони відрізняються від чатуранги. Є декілька варіантів таких шахів, усі вони досить схожі на сучасні правила, з варіантами щодо рокіровок, просування пішака тощо. Ці варіанти були популярні в Індії до 1960-х років. Однак навіть сьогодні в деяких частинах Індії використовується суміш індійських і міжнародних правил і термінологій.

## Відмінності від західних шахів
- Король не може рухатися, якщо не буде дано хоча б один шах.
- Коли в грі залишаються лише королі та пішаки, суперник може не даючи шах, виграти в пат. Як альтернатива, шах дозволяється, але взяття останнього пішака (що призведе до нічиєї) заборонено.
- Початковий хід пішака у два кроки відсутній в індійських шахах; таким чином, захоплення проходу також відсутнє.
- Звичайна рокіровка турою і королем відсутня. Король може зробити хід конем один раз у грі, відомій як індійська рокіровка.
- Досягнувши протилежного кінця дошки, пішак перетворюється на фігуру типу, який почався на цьому полі. Якщо його підвищують на початковій позиції короля, він підвищується у ферзя.
- Якщо залишилася одна фігура, крім королів, її можна не брати. Крім того, вона може бути захоплена, якщо вона не пішак.

## Назви частин
У наведеній нижче таблиці описано одну версію індійської шахової термінології для різних фігур (включно з вимовами хінді та урду; помаранчевий колір позначає найпоширенішу термінологію хінді, зелений — урду):
| Стандартна назва | Індійські назви | Індійські назви | Індійські назви | Індійські назви |
| Стандартна назва | Аналог          | Хінді           | Урду            | ISO 15919       |
| ---------------- | --------------- | --------------- | --------------- | --------------- |
| король           | король          | राजा              | راجا            | rājā            |
| король           | король          | बादशाह            | بادشاہ          | bādśāh          |
| ферзь            | ферзь/міністр   | मन्त्री            | منتری           | mantrī          |
| ферзь            | ферзь/міністр   | वज़ीर             | وزیر            | vazīr           |
| ферзь            | королева        | रानी              | رانی            | rānī            |
| ферзь            | королева        | मलिका             | ملکہ            | malikā          |
| ферзь            | генерал         | सेनापति            | سیناپتی         | sēnāpati        |
| тура             | тура/колісниця  | रथ              | رتھ             | rath            |
| тура             | тура/колісниця  | रुख़              | رخ              | rux             |
| тура             | замок           | क़िला              | قلعہ            | qilā            |
| тура             | слон            | हाथी              | ہاتھی           | hāthī           |
| кінь             | кінь            | घोड़ा              | گھوڑا           | ghōṛā           |
| слон             | алфіл/слон      | फ़ियला             | فیلہ            | fiyalā/fīlā     |
| слон             | верблюд         | ऊँट              | اونٹ            | ū̃ṭ              |
| слон             | колісниця       |                 |                 |                 |
| слон             | міністр         |                 |                 |                 |
| пішак            | піхотинець      | पैदल             | پیدل            | paidal          |
| пішак            | піхотинець      | प्यादा             | پیادہ           | pyādā           |
| пішак            | воїн            | सैनिक             | سینک            | sainik          |
| пішак            | воїн            | सिपाही             | سپاہی           | sipāhī          |